# 이원역
이원역(Iwon station, 伊院驛)은 충청북도 옥천군 이원면 강청리에 있는 철도역이다. 한국철도공사가 관할하는 경부선이 지난다. 이 역 주변에 순직 철도인 위령원이 있어 추모를 위한 임시 열차가 간혹 운행하기도 한다.

## 열차 정보
1일 상하행 각각 4회의 무궁화호가 정차한다.
경부선: 1202, 1206, 1223, 1305
경부선-충북선-중앙선: 4301, 4302, 4303, 4304

## 연혁
- 1905년 1월 1일: 영업 개시
- 1909년 10월 29일: 문태성 등 의병 20명이 방화[1]
- 1945년 : 경부선 이설로 현위치로 옮김
- 2007년 5월: 역사 리모델링
- 2014년 5월 1일 : 충북종단열차 운행 개시
- 2021년 3월 17일 : 승차권 차내 취급 역으로 전환

## 역 구조
2면 4선의 승강장이다.

### 승강장
| ↑ 옥천          |
| ４３ \| ２１ \| |
| 지탄 ↓          |

| 1 | 경부선(하행) | 사용하지 않음      |
| 2 | 경부선(하행) | 동대구 · 부산 방면 |
| 3 | 경부선(상행) | 서울 · 영주 방면   |
| 4 | 경부선(상행) | 사용하지 않음      |

## 인접한 역
| 경부선                   | 경부선                 | 경부선                     |
| ------------------------ | ---------------------- | -------------------------- |
| 옥천 서울 방면 영주 방면 | 무궁화호 경부선 충북선 | 지탄 부산 방면 동대구 방면 |

## 사진

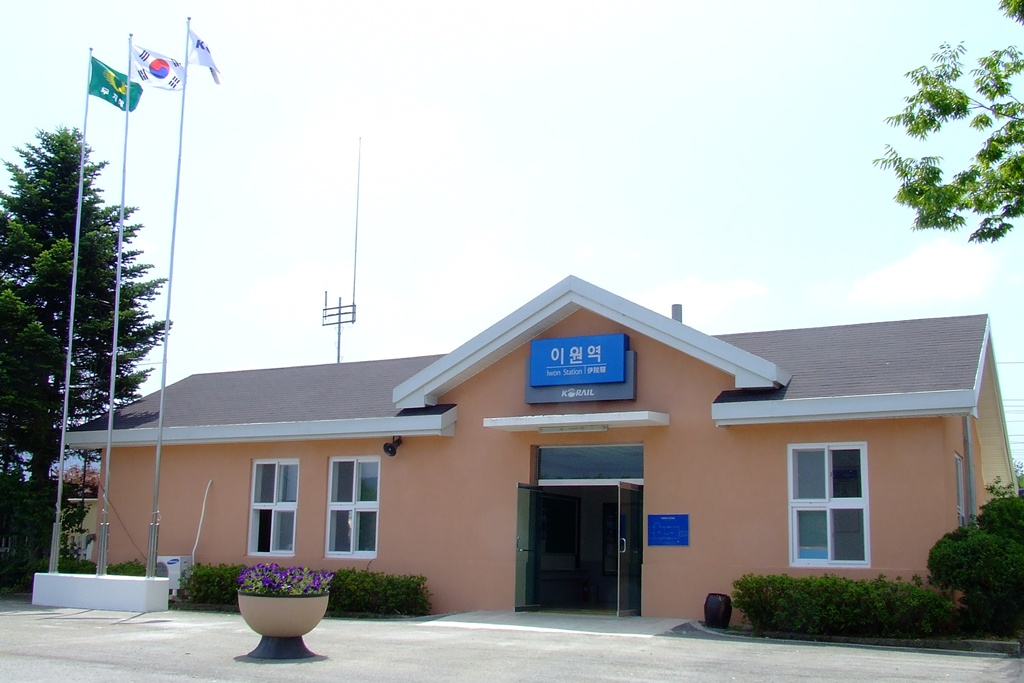
역사 (광장쪽)
역사 (선로쪽)
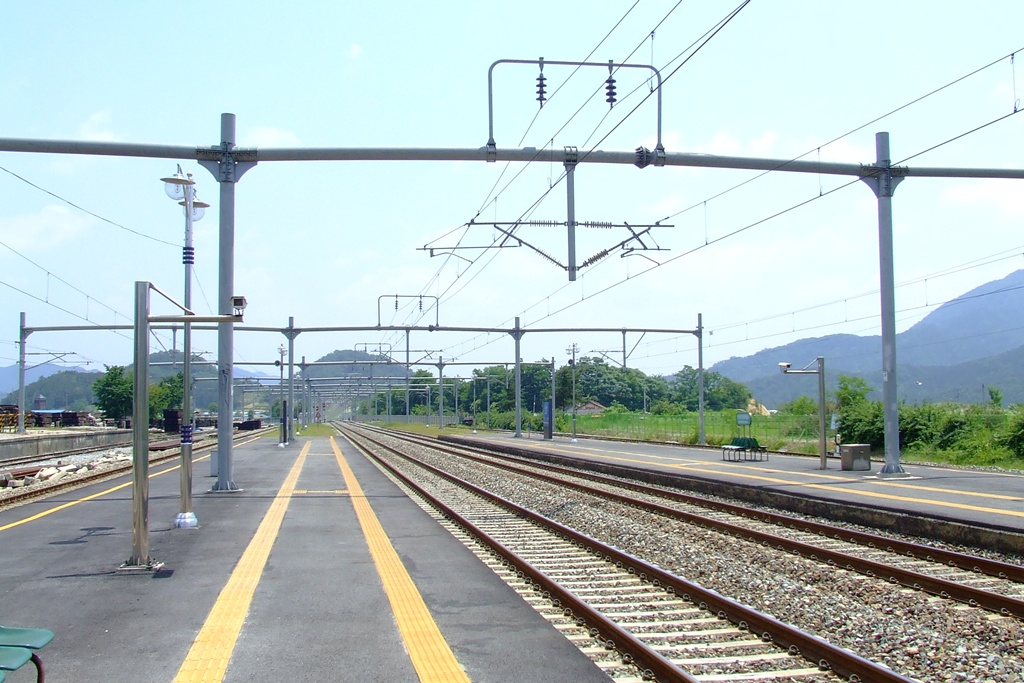
승강장
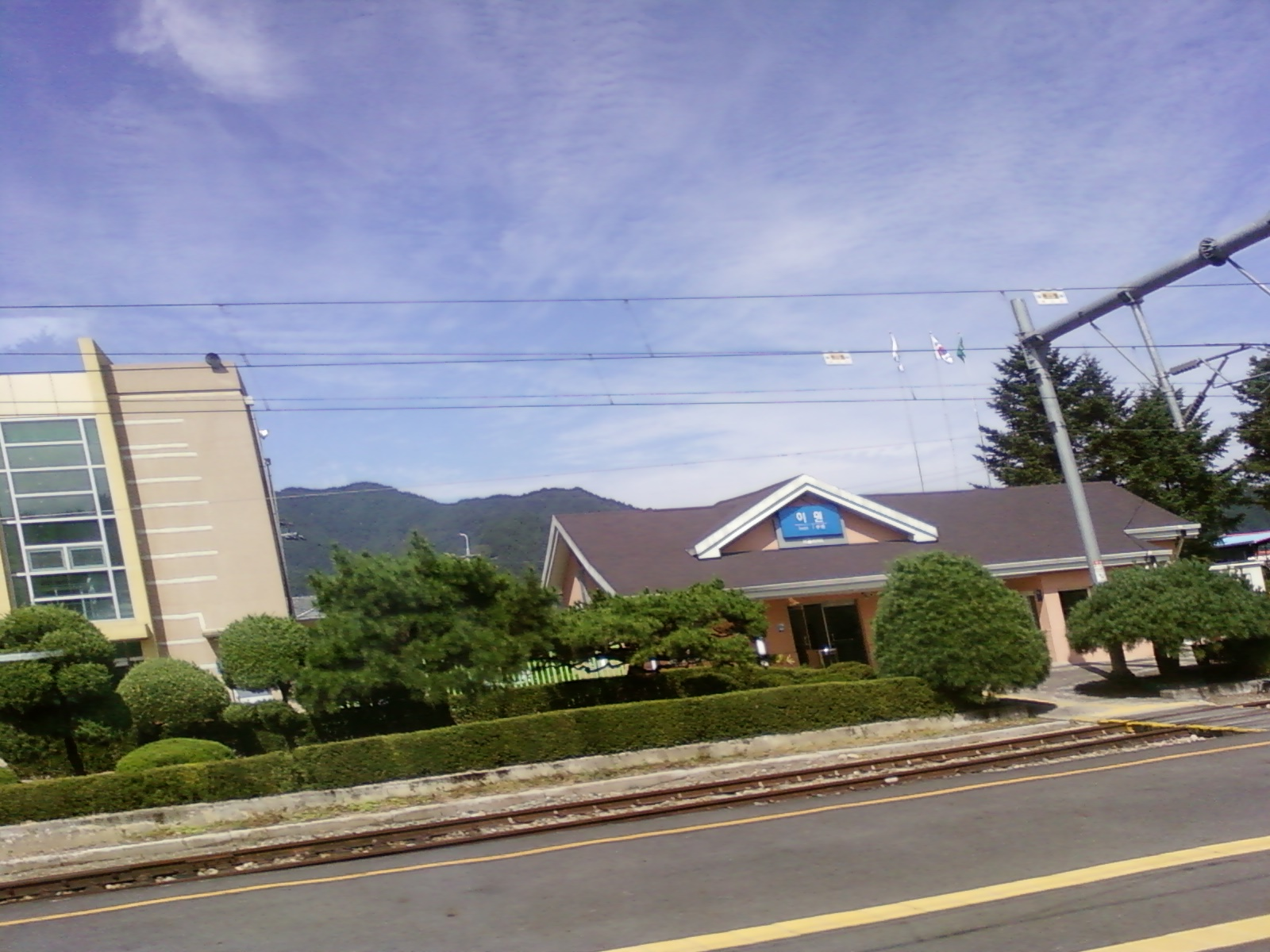
선로에서 바라본 역사